# 血観音
『血観音』（けつかんのん、原題：血觀音、英題：The Bold, the Corrupt, and the Beautiful）は、2017年11月24日にリリースされた台湾（中華民国）のサスペンス映画である。監督・脚本は楊雅喆、主演は恵英紅、呉可熙、文淇。 
この映画は2017年の第54回金馬賞の最優秀映画賞を受賞したほか、出演者の恵英紅と文淇もそれぞれ最優秀主演女優賞・最優秀助演女優賞を受賞した。 

## 概要
この映画の主人公は台湾南部で骨董品店を経営する寡婦の将軍夫人及びその2人の娘である。映画は政財界の癒着から利益を得ようとする「ホワイトグローブ」（仲介者）として、様々な罪を犯した母娘の間の愛と憎しみの物語を描いた。監督の楊雅喆によると、2007年のフィールドワークで、エイズを患う小学生が同校の他の生徒の保護人により学校から追い出されたことを知り、「愛とは何か」というテーマに基づく作品を製作しようとしたことがこの映画の原点である。 
また、映画には泰緬孤軍、馬王政争、劉邦友事件、江南事件、林義雄一家殺害事件、葉震一家殺害事件、湯英伸事件、鄭太吉事件、伍沢元事件、高家冥婚事件、新瑞都事件など、台湾社会で有名な出来事をモチーフとした内容がたくさん取り入れられた。

## ストーリー
1990年代の高雄県弥陀郷、棠佘月影という美人で親切な貴婦人は「棠府骨董店」を経営しており、いつの間にか店が上流社会の人間の集会所となっている。広東省出身の棠夫人は中華民国国軍の将軍の夫と共に、国共内戦で東南アジアに敗退した泰緬孤軍としてミャンマーから台湾に渡ってきた。夫を亡くした後、彼女は2人の娘・情熱的な棠寧と控えめな棠真と一緒にこの地に住んでいる。棠夫人は真言宗の篤信者であり、毎日曼荼羅の前で経を唱える習慣がある。 
棠夫人はある日、政府の都市計画プロジェクト「弥陀プロジェクト」を知った。大物政治家と結託して利益を得ようとした棠夫人は立法院院長の妻・王夫人に貴重な観音菩薩像を贈呈したが、箱を開けると観音像の手が切れて落ちた。場の空気が凍りついる中、棠夫人の話術により再び和やかな雰囲気になった。
「弥陀プロジェクト」及び関連する闇の投資案件が順調に進んでいる中、このプロジェクトに深く関わった高雄県議員・県農会理事長の林慶堂一家は誰かにより殺害された。娘の林翩翩は一命を留めたけれども、重傷で病院で寝たきりの状態となった。 事件は世間で大きな論争を起こしたため、政府は調査を始めた。調査の結果、林慶堂は合計30億ニュー台湾ドルの公金を流用し、プロジェクトの有力候補地である弥陀郷秀山村の土地を購入した。「弥陀プロジェクト」による土地価格の上昇で利益を狙っているに見られるが、実際の選定地は秀山村でなく、別の候補地となった。

## キャスト
- 棠佘月影（恵英紅） - 棠夫人。夫を既に亡くした。広東省の出身で、しばしば広東語を話す。表向きでは「棠府骨董店」の経営者だが、裏では政財界の癒着から膨大な利益を得た仲介者である。楊監督によると、映画には棠夫人が続絃で、過去はホステスだったと思われる場面もある[4]。
- 棠寧（呉可熙） - 棠夫人の長女。棠夫人の指示により、美貌を利用して多くの男を棠家の味方にした。母の影響で片言の広東語を話せる。
- 棠真（文淇） - 棠夫人の次女。高校生。母の影響で片言の広東語を話せる。
- 成年の棠真（柯佳嬿） - 「棠府骨董店」から成長した「盛棠グループ」の会長。片足は義足である。
- 王院長（丁強） - 高雄県出身の現立法院院長。与党出身。次期党首の有力候補者の1人。
- 王夫人（陳莎莉） - 王院長の妻。「弥陀プロジェクト」秀山村資金流用事件の関与者の1人。
- 馮建剛（劉尚謙） - 与党の秘書長。次期党首の有力候補者の1人。
- 劉県長（林志儒） - 高雄県県長。「弥陀プロジェクト」秀山村資金流用事件の関与者の1人。
- 劉夫人（王月） - 劉県長の妻。「弥陀プロジェクト」秀山村資金流用事件の関与者の1人。
- 許添発（王偉六） - 高雄県議会議長。「弥陀プロジェクト」秀山村資金流用事件の関与者の1人。
- 張小姐（陳珮騏） - 許議長の秘書・助手。
- 辜献忠（応蔚民） - 営建署の公務員。許議長などから「弥陀プロジェクト」の候補地の選定にまつわる賄賂を受けた。
- 林慶堂（尹昭徳） - 高雄県議会議員、高雄県農会理事長。多額の公金を流用したが、発覚前に誰かにより自宅で殺害された。
- 藤原聖子（大久保麻梨子） - 林議員の妻、日本人。棠夫人の茶飲み友達であり、仲間以外の人の前では国語を知らないふりをする。物語の中盤に誰かによって夫と共に自宅で殺害された。
- 林翩翩（温貞菱） - 林議員の娘、棠真の親友。一家殺害事件で一命を留めたが、重傷状態で病院で寝たきりの状態となった。
- マルコ（巫書維） - 台東県出身の原住民であり、本名は王金山。林家のお抱えの馬丁で、林翩翩の密かな恋人。林家一家が殺害された後に失踪した。
- 家逵（顔毓麟） - 記者。棠夫人の義理の息子。
- 警政署長（劉越逖） - 内政部警政署署長。泰緬孤軍と出身で棠将軍の元部下。
- 廖隊長（傅子純） - 刑事警察官。「林宅一家殺害事件」の担当者。
- 段忠（陳武康） - ミャンマー出身の華僑。棠夫人の知り合いで、現在は棠家に居候し、棠寧のセックスフレンドでもある。
- 段義（施名帥） - ミャンマー出身の華僑、段忠の弟。兄と一緒に棠家に居候し、棠寧のセックスフレンドでもある。
- 李先生（李銓） - 「盛棠グループ」の社長秘書・助手。
- 辜太太（黄淑） - 辜献忠の妻。
- 楊秀卿 - 台湾語の説話人。全編の語り手。
- 説話人の助手（儲見智）
- 歌手（秀蘭瑪雅）
- ニュースキャスター（陳子見）

## 興行
台湾で上映から3日以内の興行成績はNT$915万元、2週間の累計成績はNT$4329万元、最終の興行成績はNT$8861万元である。
日本では第13回大阪アジアン映画祭で上映した。

## 参考資料
1. 1 2  “全國電影票房2018年04/02-04/08統計資訊”. 國家電影中心 (2018年4月12日). 2019年10月20日閲覧。
2. ↑  TVBS (2017年10月3日). “搶男人耍心機 《血觀音》如現代版「後宮甄嬛傳」│TVBS新聞網” (中国語). TVBS. 2019年10月19日閲覧。
3. 1 2  “血観音｜OAFF2018｜コンペティション部門”. Osaka Asian Film Festival 2018 Official Site. 2019年10月19日閲覧。
4. 1 2 3  “專訪／《血觀音》導演楊雅喆：「世上最可怕的不是眼前的刑罰，而是那無愛的未來」 - Punchline 娛樂重擊” (中国語). Punchline 娛樂重擊. (2017年11月20日) 2019年10月20日閲覧。
5. ↑  “全國電影票房2017年11/27-12/03統計資訊”. 國家電影中心 (2017年12月7日). 2019年10月20日閲覧。